# P.A.M. Mellbye
Peter Andreas Munch Mellbye (født 30. december 1918, død 25. juli 2005) var en norsk arkitekt, der primært var aktiv i Oslo-området.
Mellbye studerede arkitektur på Norges tekniske høgskole, da Norge blev angrebet i 1940. Han var bestyrelsemedlem i Studentersamfundet i Trondhjem. I september valgte bestyrelsen at drage i landflygtighed som følge af situationen. De tog til Sverige, via Rørosbanen og på ski over grænsen. Han fulgtes blandt andet med den senere slotsforvalter Guthorm Kavli og den senere minister Finn Lied. 
I 1954 stiftede han Mellbye Arkitekter, der stadig eksisterer men siden 2013 under navnet Mellbye Arkitektur Interiør. Derudover var han aktiv som skribent for fagblade og Dagbladet.

## Udvalgte værker
- Emma Hjorths Hjem i Bærum 1955–75
- Tryvannsanlegget på Tryvannshøgda i Oslo 1957–63
- Vekterkvarteret i Moss 1960–65. Mellbye modtog Betongtavlen for Vekterkvarteret i 1966.[3]
- Bredtvet kompetansesenter og Torshov kompetansesenter, Bredtvetveien, Oslo 1962–68
- Brynseng, Bøler, Oppsal og Ulsrud Stationer på T-banen i Oslo, 1966-67